# Port d'Envalira
De Port d'Envalira is een bergpas in de Pyreneeën en ligt in de parochie Encamp van Andorra. Met 2408 meter is het de hoogste bergpas van dat gebergte waar een weg over gaat en tevens is het de hoogste bergpas van Europa die het gehele jaar door geopend is.
De pas scheidt het stroomgebied van de Ariège, aan de Atlantische zijde van de Pyreneeën, van dat van de Valira, aan de Middellandse Zeezijde, respectievelijk de noord- en zuidzijde. De weg over de pas is de enige verbinding tussen Frankrijk en Andorra en verbindt de dorpen El Pas de la Casa en Soldeu.
Sinds 2002 ligt er een toltunnel (de Envaliratunnel) onder de pas.

## Wielrennen
De Col is in de Ronde van Frankrijk al tien maal beklommen, waarvan in enkele edities twee keer. Als eerste boven op de col waren.
- 1964:  Julio Jiménez
- 1964:  Federico Bahamontes
- 1968:  Aurelio González Puente
- 1974:  Raymond Delisle
- 1993:  Leonardo Sierra
- 1997:  Richard Virenque
- 1997:  Richard Virenque
- 2009:  Sandy Casar
- 2016:  Rui Costa
- 2021:  Nairo Quintana